# Rhodographa phaeophaga
Rhodographa phaeophaga är en fjärilsart som beskrevs av Sharp 1899. Rhodographa phaeophaga ingår i släktet Rhodographa och familjen björnspinnare. Inga underarter finns listade.